# Excess Baggage
Pour l’article homonyme, voir Excess Baggage (film, 1928).
Pour plus de détails, voir Fiche technique et Distribution.
Excess Baggage ou Coquine à l'excès au Québec est un film américain réalisé par Marco Brambilla et sorti en 1997.

## Synopsis
Emily T. Hope met en scène son propre kidnapping pour attirer l'attention de son père. Elle s'enferme et s'attache dans le coffre de sa propre voiture mais celle-ci est volée par Vincent Roche, un petit criminel qui a plus tard la surprise de découvrir ce « bagage » bien encombrant.

## Fiche technique
- Titre : Excess Baggage
- Titre québécois : Coquine à l'excès
- Réalisation : Marco Brambilla
- Scénario : Max D. Adams, Dick Clement et Ian La Frenais
- Musique : John Lurie
- Décors : Missy Stewart
- Costumes : Beatrix Aruna Pasztor
- Photographie : Jean-Yves Escoffier
- Montage : Stephen E. Rivkin (en)
- Production : Bill Borden, Carolyn Kessler et Alicia Silverstone
- Société de production : Columbia Pictures
- Société de distribution : Columbia Pictures
- Budget : 20 000 000 $
- Pays d'origine :  États-Unis
- Langue originale : anglais
- Format : Couleurs - 1,85:1 - Dolby - 35 mm
- Genre : comédie, crime
- Durée : 101 minutes
- Dates de sortie : 
  - États-Unis, Canada : 29 août 1997
  - France : 8 juillet 1998

## Distribution
- Alicia Silverstone (V.F. : Marjorie Frantz) : Emily T. Hope
- Benicio del Toro (V.F. : Philippe Dumond) : Vincent Roche
- Christopher Walken (V.F. : Bernard Tiphaine) : Ray Perkins
- Jack Thompson (V.F. : Daniel Beretta) : Alexander Hope
- Harry Connick, Jr. (V.F. : Renaud Marx) : Greg Kistler
- Nicholas Turturro (V.F. : Mostefa Stiti) : Stick
- Michael Bowen (V.F. : Éric Herson-Macarel) : Gus
- Leland Orser : Inspecteur Barnaby
- Robert Wisden : Inspecteur Sims
- Sally Kirkland : Louise Doucette
- Hiro Kanagawa : Jon

## Accueil
Le film a été un échec au box-office, ne rapportant qu'un peu plus de 14 500 000 $ en Amérique du Nord.
Il a également été mal accueilli par la critique, recueillant 32 % de critiques favorables, sur la base de 31 critiques, sur le site Rotten Tomatoes. 